# アーウィン・ストフ
アーウィン・ストフ（Erwin Stoff、1951年4月26日 - ）は、アメリカ合衆国の映画プロデューサー。キアヌ・リーブスとのコラボレーションで知られる。

## 作品
- カオス・ウォーキング Chaos Walking (2021)
- 野性の呼び声
- 不屈の男 アンブロークン
- オール・ユー・ニード・イズ・キル
- ビューティフル・クリーチャーズ　光と闇に選ばれし者
- 恋人たちのパレード
- しあわせの隠れ場所
- フェイク シティ ある男のルール
- 地球が静止する日
- アイ・アム・レジェンド
- スキャナー・ダークリー
- イルマーレ
- ゲス・フー／招かれざる恋人
- コンスタンティン
- バイカーボーイズ
- 陽だまりのグラウンド
- スウィート・ノベンバー
- リプレイスメント
- マトリックス
- ピクチャー・パーフェクト／彼女が彼に決めた理由
- チェーン・リアクション
- ローデッド・ウェポン1
- リーサル・コップ